# Hans Heinrich Lammers

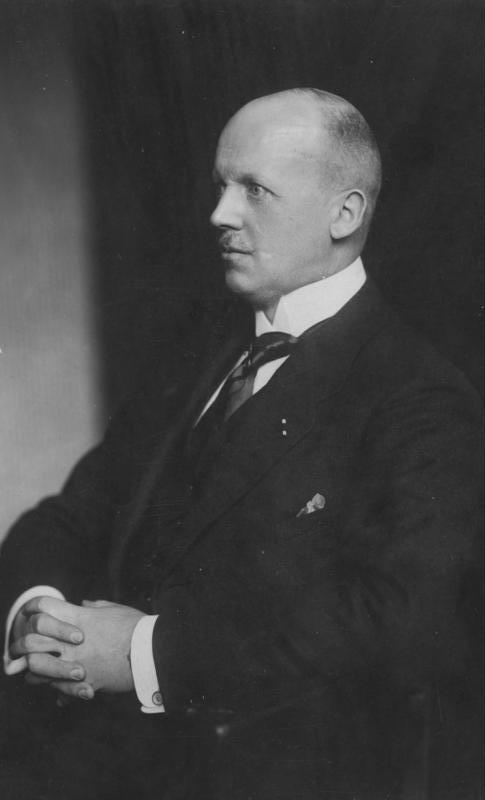
Hans Heinrich Lammers (1921)

Hans Heinrich Lammers (* 27. Mai 1879 in Lublinitz; † 4. Januar 1962 in Düsseldorf) war ein deutscher Richter, Verwaltungsjurist und Ministerialbeamter. In der Zeit des Nationalsozialismus war er Chef der Reichskanzlei. Im Wilhelmstraßen-Prozess wurde er 1949 wegen Kriegsverbrechen und Verbrechen gegen die Menschlichkeit zu 20 Jahren Haft verurteilt.

## Leben

### Werdegang
Hans Heinrich Lammers, Sohn des Kreistierarztes Johannes Lammers und dessen Frau Anna Lammers, besuchte die evangelische Fürstenschule in Pless. Nach dem Abitur studierte er Rechtswissenschaften an der Schlesischen Friedrich-Wilhelms-Universität Breslau und der Ruprecht-Karls-Universität Heidelberg. In Breslau wurde er Mitglied der Verbindung Wratislavia Breslau im Miltenberger Ring, zu dessen Führer er in den 1930er Jahren avancierte. Er legte 1901 das Referendarexamen ab und leistete anschließend seinen Militärdienst in der Preußischen Armee als Einjährig-Freiwilliger beim 4. Niederschlesischen Infanterie-Regiment Nr. 51 in Breslau (1906 zum Leutnant d. R. ernannt). Danach arbeitete er als Universitätsassistent, wurde 1904 mit einem schuldrechtlichen Thema zum Dr. iur. promoviert und sammelte Erfahrung in einer Rechtsanwaltspraxis. Nach der großen Staatsprüfung, die er 1907 nur mit Schwierigkeiten bestand, entschied er sich für die Richterlaufbahn und trat in den preußischen Justizdienst ein. 1908 erhielt er die Anwaltszulassung beim Landgericht Berlin sowie beim Höheren Militärgericht des VI. Armeekorps in Breslau. Zunächst als Gerichtsassessor in Breslau und Berlin tätig, wurde er als Rechtsanwaltsvertreter und Hilfsrichter an das Landgericht Beuthen in Oberschlesien versetzt, wo er 1912 Landrichter wurde. Am 29. April 1913 heiratete er in Gleiwitz die Kaufmannstochter Elfriede Tepel (1894–1945), mit der er die Töchter Vera-Irene (* 3. August 1914) und Ilse-Brunhilde (1918–1945) bekam.

### Erster Weltkrieg und Weimarer Republik
Als Reserveoffizier wurde Heinrich Lammers mit Ausbruch des Ersten Weltkriegs eingezogen und zunächst einem Ersatz-Bataillon seines Regiments in Gleiwitz zugeteilt. Mit dem Landwehr-Infanterie-Regiment Nr. 51 kam er bei der Armeeabteilung Woyrsch zum Einsatz und wurde im Dezember 1914 mit dem Eisernen Kreuz II. Klasse ausgezeichnet und zum Oberleutnant d. R. befördert. Später kämpfte er mit der Bugarmee in Galizien. Aufgrund einer schweren Verletzung, in deren Folge er 1917 sein linkes Auge verlor, wurde er zur Zivilverwaltung des Generalgouvernements Warschau abgestellt und dort im August 1916 zum Hauptmann d. R. befördert. Ausgezeichnet mit dem Eisernen Kreuz I. Klasse war er zuletzt als Leiter der Finanzabteilung bei der deutschen Verwaltung im Regentschaftskönigreich Polen tätig und wurde nach Kriegsende in die 1918 in Berlin gebildete Abwicklungsbehörde des Verwaltungschefs Warschau übernommen, zu deren Leiter man ihn 1919 ernannte.
1920 wurde er in das Reichsministerium des Innern, Abteilung I, berufen und dort 1921 zum Oberregierungsrat und 1922 zum Ministerialrat und Leiter des Verfassungsreferates in der Staatsrechtsabteilung ernannt. Seinen ungewöhnlich schnellen Aufstieg in der Behörde hatte er Theodor Lewald zu verdanken. In der Staatsrechtsabteilung vertrat er das Reich in Prozessen gegen die Länder, zum Beispiel im Streit um die Fürstenentschädigung. Der nationalkonservative Beamte und überzeugte Monarchist gehörte dem rechten Flügel der DNVP an, war Mitglied des Berliner Nationalklubs von 1919 und ab 1923 des Stahlhelmbundes. Seine Ablehnung der Weimarer Republik missfiel sozialdemokratischen Abgeordneten. Der 1928 ins Amt gekommene Innenminister Carl Severing (SPD) rügte ihn, weil er in einem Zeitungsartikel von Lammers eine „absichtliche Herabsetzung der Reichsverfassung“ sah. Bereits Severings Vorgänger, der deutschnationale Walter von Keudell, hatte Lammers bei Beförderungen übergangen, was als ein Motiv für seine Hinwendung zu den Nationalsozialisten angenommen wird.
Während ihm im Ministerium wegen seiner Oppositionshaltung Kompetenzen entzogen wurden, entfaltete Lammers eine beachtete fachpublizistische Tätigkeit und war wissenschaftlich anerkannt. Er veröffentlichte Erläuterungen zur Reichsverfassung und zur preußischen Landesverfassung und kommentierte das 1921 von ihm selbst als Referent im Ministerium entworfene Gesetz über den Staatsgerichtshof für das Deutsche Reich sowie die Entscheidungssammlungen des Reichsgerichts und des Staatsgerichtshofes. Ab 1928 hielt er verwaltungsrechtliche Vorlesungen an der Hochschule für Politik und an verschiedenen Akademien. Wegen seiner Teilnahme an den Aufmarschveranstaltungen zur Gründung der republikfeindlichen Harzburger Front am 11. Oktober 1931 wurde ihm ein Disziplinarverfahren angedroht.
Zum 1. März 1932 trat er der NSDAP bei (Mitgliedsnummer 1.010.355). Sein erstes politisches Auftreten für die NSDAP erfolgte am 24. September 1932, als er im Rahmen einer Veranstaltung für Beamte im preußischen Landtag vor dem Hauptredner Joseph Goebbels eine Ansprache hielt.

### Zeit des Nationalsozialismus

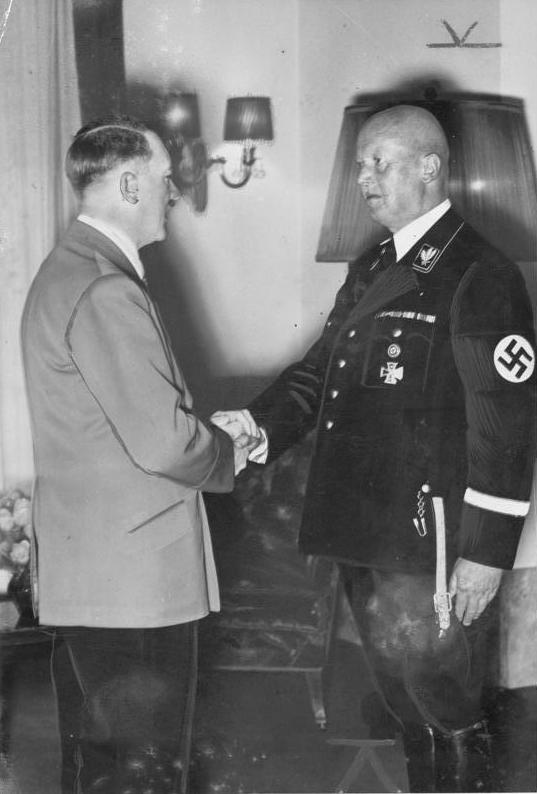
Hitler gratuliert Lammers zum 60. Geburtstag

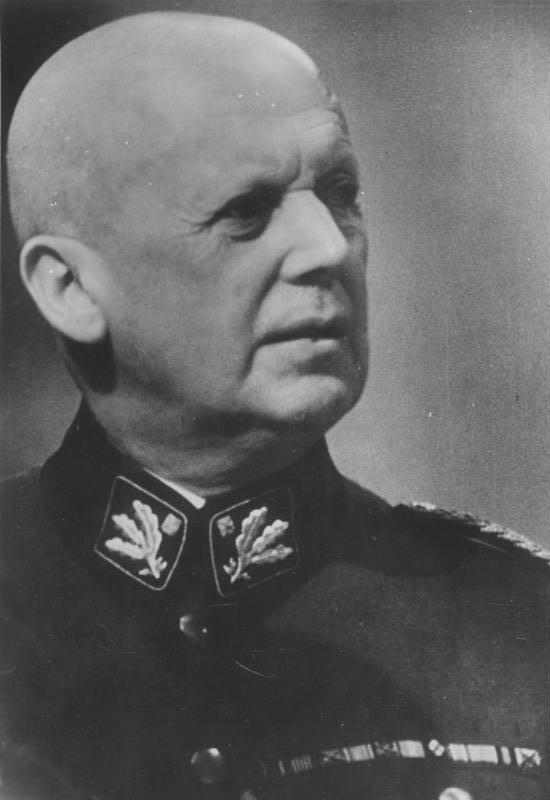
Reichsminister und Chef der Reichskanzlei: Hans Heinrich Lammers (1941)

Am Tag von Potsdam ernannte der neue Reichskanzler Adolf Hitler Lammers zum Staatssekretär und Chef der Reichskanzlei. Er folgte dabei einem Vorschlag Wilhelm Fricks, weil er sich in dieser Stellung einen hochqualifizierten Ministerialbeamten und keinen politischen Berater wünschte. An der Schnittstelle zwischen Hitler und den Reichsverwaltungsbehörden organisierte Lammers (in Abstimmung mit Martin Bormann, Otto Meissner und ab 1938 Wilhelm Keitel) die Regierungsgeschäfte. Da nach 1933 kaum noch Kabinettssitzungen stattfanden, übermittelte er auch den Reichsministerien Hitlers Wünsche und Befehle. Seine vergleichsweise kleine Behörde fungierte damit als „wichtige Clearingstelle“ (Moll) zwischen Hitler und den Obersten Reichsbehörden, den Länderregierungen und den höchsten Instanzen der NSDAP. Lammers war es, der Hitlers häufig spontane Absichten und Pläne in verwaltungskompatible Juristentexte übersetzte und damit ihre Ausführung und Umsetzung sicherte. Er verhalf unter anderem seinem halb-jüdischen früheren Förderer Theodor Lewald, der inzwischen Präsident des Organisationskomitees der Olympischen Spiele 1936 geworden war, schnell und unkompliziert zu Audienzen bei Hitler und half, eine überaus großzügige Finanzierung der Spiele sicherzustellen. Lammers filterte die Informationen und Anliegen, die aus der Verwaltung an Hitler herangetragen wurden. Bei Hitlers bekannter Abneigung gegen Bürotätigkeit und Aktenstudium war es Lammers, der alle aus seiner Sicht regierungsrelevanten Dinge zusammenstellte und dann im mündlichen Vortrag mit Hitler besprach. Lammers übernahm auch im Rahmen der Hitler anstelle eines Gehaltes zufließenden Mittel (Verkauf der Briefmarken mit seinem Abbild, Adolf-Hitler-Spende der deutschen Wirtschaft etc.) die Verwaltung der Hitler zur persönlichen Verfügung stehenden Anlagevermögen, die großenteils beim Bankhaus Delbrück lagen.
Am 26. November 1937 wurde er von Hitler zum Reichsminister ohne Portefeuille mit der Amtsbezeichnung Reichsminister und Chef der Reichskanzlei ernannt. In dieser Funktion war er für die von Hitler gewährten Dotationen zuständig.
Am 29. September 1933 war Lammers in die SS (SS-Nummer 118.404) eingetreten und hatte den Rang eines SS-Oberführers erhalten. Danach folgten die Beförderungen zum SS-Brigadeführer (20. April 1935), SS-Gruppenführer (30. Januar 1938) und SS-Obergruppenführer (20. April 1940). Er gehörte 1933 zu den Gründungsmitgliedern der nationalsozialistischen Akademie für Deutsches Recht und war ab Ende 1933 Führer des Reichsverbandes Deutscher Verwaltungsakademien.
Seit dem 30. November 1939 war er geschäftsführendes Mitglied des unter Hermann Görings Vorsitz stehenden Ministerrats für die Reichsverteidigung. Lammers war in die Aktion T4 involviert. Diese „Euthanasie“-Tarnorganisation hatte ihren Sitz in Berlin in der Tiergartenstraße 4.
Ab 1937 stand Lammers das Palais Von-der-Heydt-Straße 18 als Wohnsitz zur Verfügung (heute: Zentrale der Stiftung Preußischer Kulturbesitz). Bereits seit 1934 durfte er mit Erlaubnis Hitlers das Jagdhaus des Reichspräsidenten am Werbellinsee nutzen (ehemaliges kaiserliches Jagdhaus, zu DDR-Zeiten abgerissen und als Jagdhaus Hubertusstock neu aufgebaut). Hitler schenkte ihm 1944 das Jagdhaus mit einer Dotation von 600.000 Reichsmark für seine geleisteten Dienste. Ebenfalls 1937 bezog er als zweiten Dienstsitz der Regierung die Dienststelle Berchtesgaden der Reichskanzlei in der Nähe von Hitlers Sommerresidenz Berghof in Obersalzberg, in dessen Sichtweite Hans Lammers heute neben seiner Frau und seiner jüngeren Tochter, die im Mai 1945 Suizid begingen, begraben liegt.

### Führer der studentischen Korporationsverbände
Lammers, Mitglied der schwarzen Studentenverbindung Wratislavia Breslau, war Führer des Miltenberger Rings (MR). Am 21. September 1933 befahl er die Umwandlung der MR-Verbindungen in Corps, die Einführung der Bestimmungsmensur und den Beitritt zur Nationalsozialistischen Gemeinschaft corpsstudentischer Verbände; diese zerfiel bereits im Februar 1934. Im Januar 1935 übernahm er die Führung der Gemeinschaft studentischer Verbände (GStV), die die „Erhaltung und Stärkung“ des Korporationsstudententums zum Ziel hatte und sich gleichzeitig verpflichtete, durch „stetige innere Erziehungsarbeit immer mehr in den nationalsozialistischen Staat hineinzuwachsen“. Im März 1935 wurde die GStV von der NSDAP und vom Nationalsozialistischen Deutschen Studentenbund als Gesamtvertretung der studentischen Verbände anerkannt. Nachdem Hitler jedoch im Juli 1935 intern seine grundsätzliche Abneigung gegen die studentischen Verbindungen zum Ausdruck gebracht hatte und nachdem es zu Unstimmigkeiten mit mehreren Verbänden gekommen war, legte Lammers im September 1935 die Führung der GStV nieder. Diese löste sich wenige Tage später auf.

## Prozess und Haft

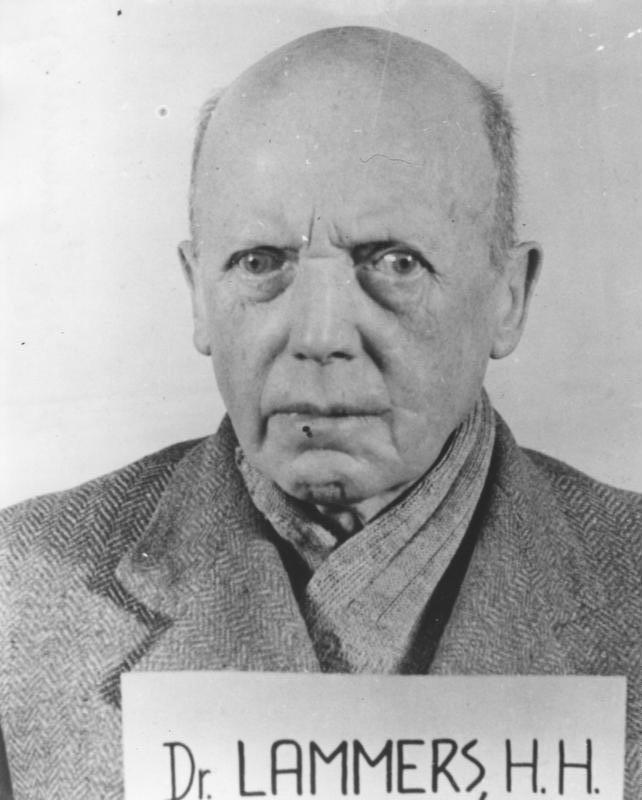
Hans Heinrich Lammers (1947)

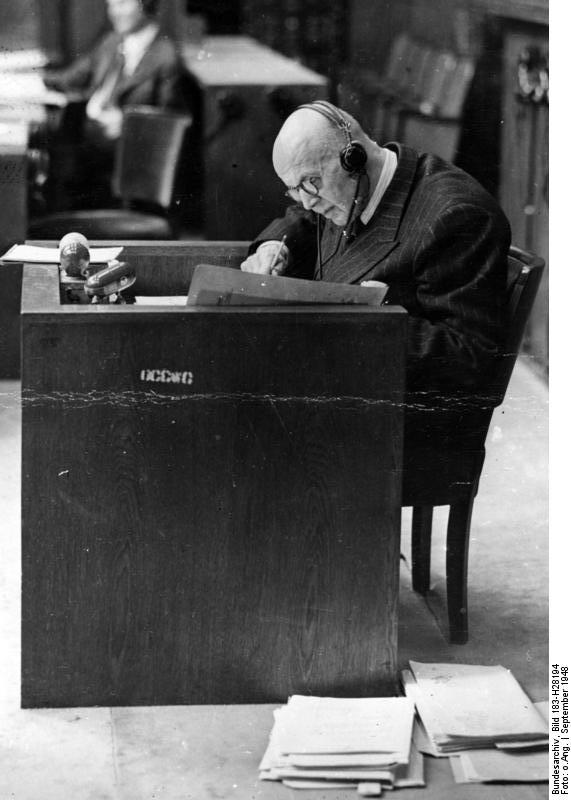
Hans Heinrich Lammers beim Wilhelmstraßen-Prozess, 1948

Kurz vor dem Ende des Zweiten Weltkriegs wurde Lammers im April 1945 verhaftet, als er den Versuch unterstützte, Hitler durch Göring zu ersetzen. Vor der von Hitler daraufhin angeordneten Erschießung durch die SS wurde er von US-amerikanischen Truppen gefangen genommen. Bis zum August 1945 wurde er mit anderen NS-Größen und hohen Militärangehörigen im luxemburgischen Bad Mondorf im Camp Ashcan interniert.
Am 8. und 9. April 1946 trat Lammers als Zeuge der Verteidigung im Nürnberger Prozess gegen die Hauptkriegsverbrecher auf. Im Wilhelmstraßen-Prozess gegen Mitarbeiter verschiedener Ministerien des Deutschen Reiches 1933 bis 1945 wurde er am 11. April 1949 wegen Kriegsverbrechen und Verbrechen gegen die Menschlichkeit, unter anderem der Mitwirkung an der Ermordung der europäischen Juden, vom IV. Alliierten Militärgericht zu 20 Jahren Haft verurteilt. Am 31. Januar 1951 wurde diese Strafe vom amerikanischen Hohen Kommissar John Jay McCloy auf 10 Jahre abgemildert; am 16. Dezember 1951 wurde er begnadigt und aus dem Kriegsverbrechergefängnis Landsberg entlassen.

## Überlieferung
In der Berliner Dienststelle des Bundesarchivs hat sich eine Personalakte zu Lammers aus seiner Zeit in der Reichsfinanzverwaltung erhalten (R 2/101893). Im Bestand des ehemaligen Berlin Document Center werden wiederum eine Akte mit der Parteikorrespondenz der NSDAP (R 9361-II/609529), eine Akte des Parteigerichts der NSDAP (R 9361-I/49690), eine SS-Personalakte (R 9361-III/539198) und eine Akte der Reichskulturkammer zu ihm (R 9361-V/26572) verwahrt.

## Auszeichnungen
- Eisernes Kreuz II. (1914) und I. Klasse
- Großkreuz des Ordens der italienischen Krone (20. Dezember 1936)
- Goldenes Parteiabzeichen der NSDAP (31. Januar 1937)
- Treudienst-Ehrenzeichen (6. Juli 1939)
- Ehrendegen des Reichsführers SS
- SS-Ehrenring

## Publikationen
- Reichsverfassung und Reichsverwaltung. Berlin 1929, Nachtrag 1930.
- Grundlagen, Aufbau und Wirtschaftsordnung des nationalsozialistischen Staates. 3 Bände. Berlin 1936.